# Gabriela Fárová
Gabriela Fárová, uměleckým jménem Gabina (* 1. dubna 1963, Praha), je česká fotografka.

## Život a tvorba
Jedná se o dceru výtvarníka Libora Fáry a historičky umění Anny Fárové. Po ukončení Střední průmyslové škole grafické v Praze byla v letech 1982–1985 fotografkou v družstvu Fotografia. Současně pracovala jako manekýnka a stála modelem několika významným fotografům (např. Jan Saudek, Tono Stano). V letech 1986–1990 studovala FAMU, kterou před dokončením opustila, aby se mohla plně věnovat činnosti v agentuře Radost, kterou založila se svými spolužáky, a fotografování. Fotografuje černobíle na film středního a velkého formátu především akty a portréty.

### Publikace
- FÁROVÁ, Gabina. Manévry/Manoeuvres. Praha: Gabina, Torst, 2008. ISBN 978-80-7215-345-9.